# Cletodes tenuipes
Cletodes tenuipes är en kräftdjursart som beskrevs av T. Scott 1896. Cletodes tenuipes ingår i släktet Cletodes och familjen Cletodidae. Arten är reproducerande i Sverige. Inga underarter finns listade i Catalogue of Life.